# DOWN TOWN STORIES
『DOWN TOWN STORIES』（ダウン・タウン・ストーリーズ）は、J-WALK10枚目のオリジナルアルバム。 1990年12月16日にmeldacから発売された。

## 概要
前作「COUNTRY」から10ヶ月振りに発売。ブックレットに描かれているイラストは中村耕一による。本作から本格的にアルバム全体の作詞を知久光康が手掛ける。

## 収録曲
全作詞：知久光康（#7以外）／編曲：J-WALK（#1以外）
1. DAYBREAK & DAYBREAK (Inst.)
作曲・編曲：知久光康
2. 真冬のオン・ザ・ビーチ
作曲：杉田裕
3. Thousand miles
作曲：杉田裕
4. 何も言えなくて
作曲：中村耕一
後に19枚目のシングル「何も言えなくて…夏」としてシングルカット。
本作は21枚目の同名シングル「WINTER VERSION」の原型。
5. 自由を纏う女
作曲：長島進
6. 夜を抱きしめて
作曲：中村耕一
後に23枚目のシングル「遠すぎる日々」のカップリング曲としてシングルカット。
7. You're my friend, revival
作詞：YABU、作曲：長島進
6枚目のシングルのリバイバル。
8. 誰も知らない心の底に
作曲：田切純一
9. ラストシーン
作曲：杉田裕
10. Good luck! My friends
作曲：中村耕一
後に18枚目のシングル「夢は風のように」のカップリング曲としてシングルカットされた。
11. 旅立つ時
作曲：杉田裕